# 施塔文
施塔文（德語：Staven）是德国梅克伦堡-前波美拉尼亚州的市镇，隶属于梅克伦堡湖区县。总面积为14.72平方千米，截至2023年12月31日总人口为369人。